# Cantigas de Natal

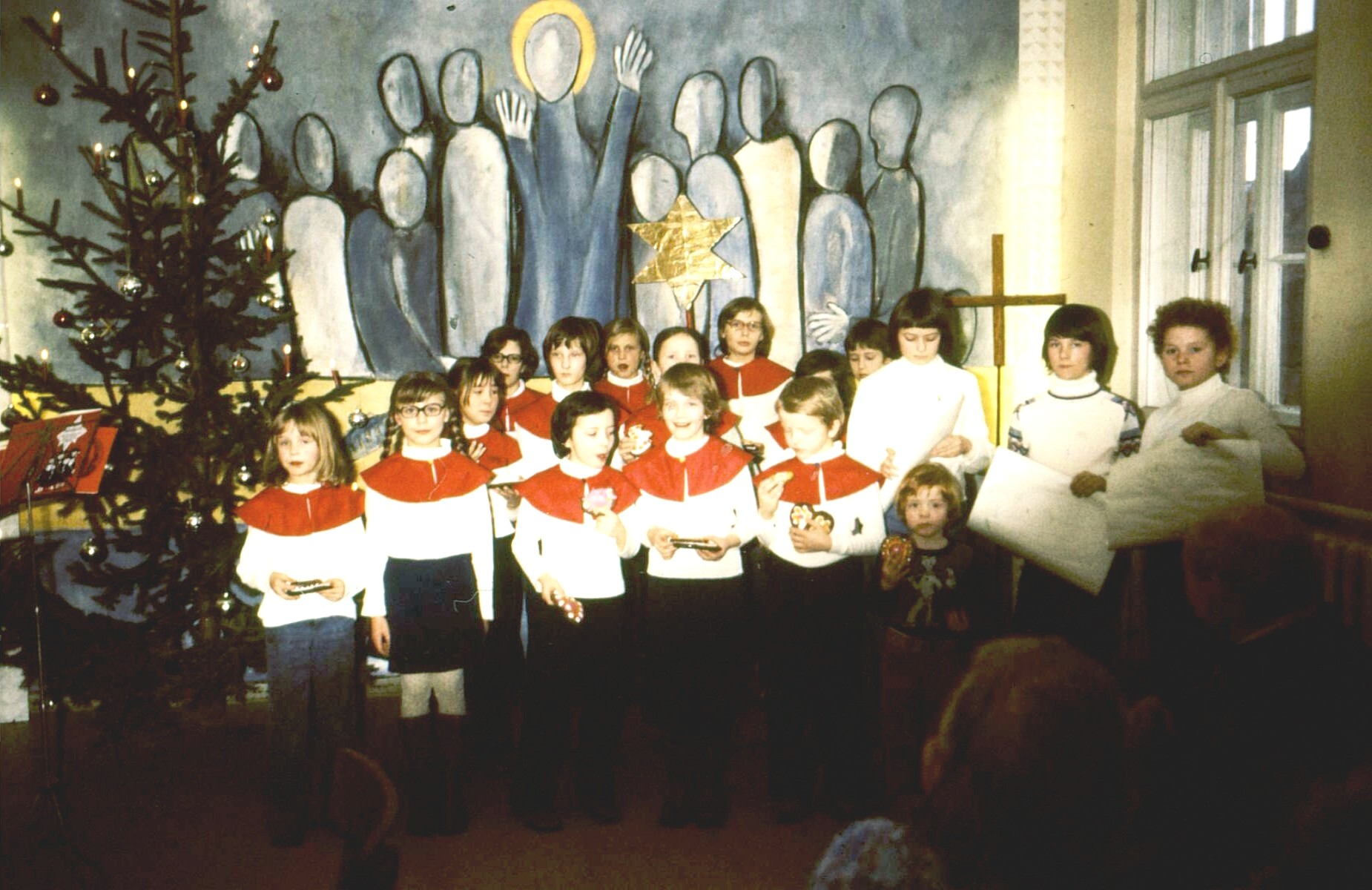
A interpretação de cantigas de Natal é uma das tradições cristãs mais antigas no mundo.

As cantigas de Natal, também  conhecidas como cantigas natalinas, canções de Natal ou canções natalinas, são uma tradição antiga e bastante difundida entre os países cristãos tanto católicos quanto protestantes. As cantigas são ensinadas às crianças e cantadas em coros, igrejas e residências na época do Natal para comemorar o nascimento de Jesus Cristo e reforçar os valores cristãos.
25 de Dezembro é o título de um disco lançado em 1995 pela cantora brasileira Simone na gravadora PolyGram. O disco foi o primeiro a apresentar exclusivamente canções cristãs/natalinas e com isso inaugurou um segmento até então inexistente na indústria fonográfica nacional; o disco vendeu mais de 1.5 milhões de cópias em menos de um mês e meio.

## Canções natalícias mais famosas

### Em português
- "Noite Feliz" (com letra do padre Joseph Mohr e música de Franz Xaver Gruber, foi traduzida do alemão)
- "A todos um Bom Natal" (com letra de Lúcia Carvalho e música do maestro César Batalha)
- "Alegrem-se os Céus e a Terra" (popular da Beira Baixa)
- "Entrai pastores, entrai" (popular da Baixo Alentejo)
- "Eu hei de dar ao Menino" (popular de Évora)
- "Olhei para o céu" (popular de Elvas)
- "José embala o Menino" (popular de Monsanto)
- "Bendito do Natal" (popular de Trás-os-Montes)

### Em inglês
- "We wish you a Merry Christmas"
- "Jingle Bells"
- "Jingle bell rock"
- "Let it snow"
- "Oh, Holy Night"
- "Happy Xmas"
- "Rudolph, the red-nosed reindeer"
- "God rest ye merry, gentlemen"
- "It came upon a midnight clear"
- "Deck the hall"
- "Santa Claus is coming to town"
- "The little drummer boy"
- "Hark! The herald angels sing!"
- "The Twelve Days of Christmas"
- "White Christmas"
- "Deck the Halls"
- "Carol of the Bells"
- "O Little Town of Bethlehem"
- "Joy to the World"
- "Carol of the bells" (versão natalina em inglês de Shchedryk, música ucraniana)

### Em alemão
- "Als ich bei meinen schafen wacht"
- "Alle Jahre Wieder"
- "O Du Fröhliche"
- "O Tannenbaum"
- "Süßer die Glocken nie klingen"
- "Läßt uns froh und munter sein"
- "Kling, Glöckchen"
- "Stille Nacht"

### Em latim
- "Adeste Fideles - também conhecido como "Hino Português""
- "Ave Maria"
- "Dixit Maria"
- "Gaudete"
- "Veni, Veni, Emanuel"

### Em italiano
- "Tu Scendi Dalle Stelle"

### Em francês
- "Cantique de Noël"
- "Les anges dans nos campagnes"
- "Minuit, Chrétiens"
- "Gloire de Noël"
- "Un flambeau, Jeannette, Isabelle"

### Em polaco
- "Lulajże Jezuniu"
- "Bóg się rodzi"
- "Przybieżeli do Betlejem"